# 有事法制
有事法制（ゆうじほうせい）は、日本が外国から武力攻撃を受けた場合などの有事に対応するための法制。
本項では、主に日本の有事法制について概説する。

## 概要
日本では、有事への対処を優先するために私権を制限することや憲法の平和主義との整合性で長年にわたり論議があったが、2003年（平成15年）6月13日に武力攻撃事態関連3法が成立し、有事法制の基本法である武力攻撃事態対処法が施行されたことで法制の枠組みが整備された。
その際に制定が先送りされた国民保護法等は、翌年6月18日に公布され、同年9月17日に施行された。これにより有事の危機対応における基本的法整備がなされ民間防衛の実施体制に向けた環境整備を進めるための足掛かりを築くことになった。さらに、こうした有事法制と自然災害やヒューマンエラーをも包括した、いわゆるマルチハザード型の法体系を確立すべくそれら緊急事態の法体系整備に向けた取り組みとして自民党、民主党、公明党の与野党3党は2005年以降の通常国会にて緊急事態基本法の成立に向けて調整を行うことで一致した。

## 政府による定義
1978年に防衛庁官房長として有事法制研究に参画した竹岡勝美によれば、有事法制とは「いずれかの国が日本と周辺の制空権、制海権を確保した上で、地上軍を日本本土に上陸侵攻させ、国土が戦場と化す事態を想定した法制」であるとされる。また、有事法制は立憲主義を基調とする国にあって、国及び国民にとり、急迫不正の侵害があり、通常の憲法秩序では国及び国民の安全を確保できない非常事態に際して憲法の一部または全部を停止し最終的に国及び国民の安全、憲法秩序の回復を図る国家緊急権の思想の中から生まれた非常事態立法の1つである。

### 有事法制の目的
今日、有事法制をめぐっては様々な見地から賛否があるが、とりわけ立憲主義の肯定的見地に基づく場合における有事法制の正当性及び使命は有事からの国民の保護にある。

### 有事法制の憲法上の論拠
有事に際して憲法の停止をするかどうかは国にもよるが、国によっては憲法上に国家緊急権を明記する場合、或いは慣習的に認めている場合、規定していない場合とがある。日本などでは規定していない部類に属する。
有事法制の整備に際しては、あくまで憲法の枠内法制整備が実施された。即ち、日本の有事法制は憲法の一部または全部を停止する権能を許容しておらず、またはそのような措置を予定していない。ちなみに憲法の枠内で非常事態に対処する権能を憲法学的には非常事態権、非常措置権ともいうが、日本においては憲法上、非常事態権の保有すら明記していない。このため、有事の場合の国家の指針については、解釈に委ねられることとなる。
そして、有事における国家の指針・行動については憲法上、
- 国民の権利（人権）・自由の制約根拠
- 自衛隊の武力行使等の根拠

をどう解するか問題になる。
この点、有事法制を合憲とする立場からは、有事法制による①国民の人権制約根拠を「公共の福祉」と解する。
また、②自衛隊の武力行使等について、個別的自衛権をその根拠とする。
ちなみに、しばしば有識者であっても、口語では「自衛権」と「自衛戦争」を同意義のように用いているが、これらは講学上は全く異なる概念であることに注意する必要がある。
すなわち、現憲法9条1項2項の解釈として、「自衛権」は認めるが「自衛戦争」は否定する立場と、「自衛権」も「自衛戦争」も認める立場とでは、有事法制の位置づけを異とする余地があるといえる。

### 有事法制の分類
一般論として、わが国に対する武力攻撃が発生した場合に必要な法制は、以下の3つが考えられる。
- 自衛隊の行動にかかわる法制
- 米軍の行動にかかわる法制
- 自衛隊と米軍の行動に直接かかわらないが国民の生命、財産を保護するための法制

　上記の3つの法制のうち、自衛隊の行動にかかわる法制については、「有事法制研究」として、1977（昭和52）年、福田赳夫総理（当時）の承認の下、三原朝雄防衛庁長官（当時）の指示により、近い将来の国会提出を予定した立法準備ではないという前提で開始された。この「有事法制研究」は、防衛庁が所管の法令（第1分類）、防衛庁所管以外の法令（第2分類）、所管省庁が明確でない事項に関する法令（第3分類）の3つに分類して行われた。

## 有事法制の歴史
1950年代から60年代　冷戦初期　朝鮮半島有事への対応のために検討

有事法制の研究は戦後、防衛庁が設置されて以来、長年の懸案であった。戦後、未だ自衛隊の合憲性を問う声や賛否をめぐる議論が根強かった時代にあって、第3次朝鮮戦争の勃発が懸念されたことを契機に1963年、防衛庁内において非公式かつ非公開で有事法制の研究が行われた。“三矢研究”こと「昭和38年総合防衛図上演習」である。
この研究が日本社会党の岡田春夫により国会にて暴露され、社会党と日本共産党から厳しく批判された。多くの法律を短期間で有事対応に変更することが設定されていたため、クーデターの研究だという批判もあった。時の首相・佐藤栄作は社会党の指摘を受けるまで把握していなかったことから「事実なら許せない」と答弁したが、後に前言を撤回し、首相が感知（関知？）していれば問題ないと再答弁した。これにより、いちおう有事法制研究そのものは違法ではないという体裁は保ったが、非公式な形で三矢研究がなされたことへの批判は払拭できず、研究に従事した自衛官らは「文書管理不備」で処罰された。
当時、有事法制は国民の理解を得るには困難が伴い、結局研究は頓挫することとなった。
1970年代から80年代　冷戦後期　ソ連軍侵攻の懸念から再燃した有事法制
1978年、栗栖弘臣統合幕僚会議議長による発言の中で、現行では有事に際して自衛隊は超法規的措置をとらざるを得ないという超法規的措置を許容する趣旨の発言が波紋を呼んだ。栗栖は発言を撤回しなかったため、野党の批判を呼び、罷免された。このときも賛否両論を招きながらも世論の中では時期尚早の感があった。
1990年代　冷戦崩壊後　周辺事態に飛躍する日米同盟と有事法制をめぐる情勢の変化
冷戦崩壊後、有事法制をめぐる動静は少しずつ進展を見せるようになる。日米同盟において対ソ連から冷戦後の新たな脅威に対する抑止力として再定義することが検討されたのである。1994年には日米両国の間で、ソ連崩壊後も極東において一党独裁による軍事優先の政治を行う北朝鮮情勢が大きな懸念として残っており、朝鮮半島有事に際しての日米協力のあり方を明確にすべきだという議論が起きた。この議論を契機として1996年には日米両国において日米防衛協力の指針（日米ガイドライン）見直しが検討された。
見直しが進められた背景としては
1. 平素から並びに日本に対する武力攻撃及び周辺事態に際して、より効果的かつ信頼性ある日米協力を行うための堅固な基礎を構築すること
2. 平素からの緊急事態における日米両国の役割並びに協力及び調整のあり方につき、一般的な大枠及び方向性を示すこと

とされた。これは、世界的な武力紛争が発生する可能性が遠のいたという認識のもとに、しかしながら今日における日米両国の将来と繁栄がアジア・太平洋地域の安定的で繁栄した情勢を維持するためには、日米安全保障条約を基盤とした日米両国間の安全保障面の関係が基礎となるという日米双方の認識により進められたものであり、日本による国際秩序に対する安全保障上の貢献をより強く打ち出すことが大きな目的とされた。
特に冷戦後、南アジア以西から油田地帯である中東、アフリカに軍事力をシフトさせたいアメリカにとって、日本が極東の安全保障に一定の役割を果たすことで、アメリカの極東での防衛負担を軽減させ、不安定ながらも油田の豊富な中東に対する戦略を強化させることが大きな目的であった。日本にとっても、中東への石油依存度が高く、日本と中東をつなぐ地域の安定化は不可欠であり、そうした両国の国益から日米同盟を極東から地理的に限定されない周辺事態において協力する体制へと変化していった。
この新ガイドラインの見直しに先立ってジョセフ・ナイ国防次官補による「東アジア戦略構想」（ナイ・レポート）の中で日米両国の安全保障協力を地球規模の同盟として位置付けられたことにより同ガイドラインは旧来の対ソ連を軸とした極東地域における同盟関係の域を超えて、より広域な国際秩序の安定のための協力関係の構築が検討されたのである。
1998年、日米新ガイドラインに基づき、周辺事態における日米両国の具体的な協力について規定した周辺事態法が成立し、日米同盟は極東地域に限定された協力関係からより広域な同盟関係へと大きく変化を遂げることとなった。この法律は周辺事態に対応して日米が共同作戦により後方支援活動を実施できる体制を整えるものであったが、この共同作戦を日本国内で実施できる環境が必要とされてきた。
2000年にはリチャード・アーミテージ米国防副長官が対日外交の指針として作成した「アーミテージ・レポート」において日本に対して、有事法制の整備を要求する文言が盛り込まれた。これを契機に日本の政府与党は有事法制の整備に向けた検討を開始していく。
2000年代以降　テロを契機に整備に至った有事法制
しかし、有事法制は長年、タブーとされてきた分野であり、依然と反対論の強いものであった。しかし、2001年まで続け様に北朝鮮の不審船事件が発覚、さらにはアメリカ同時多発テロ事件の発生により、世界的に国際テロの脅威が認識されるようになった。これにより、国内における有事法制の議論もにわかに高まった。これにより、政府与党においても有事法制の整備に向けて本格的に法制に向けて本格的に動きだすことになった。
2002年、小泉内閣の下で有事法制の基本的枠組みである武力攻撃事態対処法をはじめとする武力攻撃事態関連3法が提出され、法案が審議入りすることとなった。こうしたテロの不安の高まりと、小泉人気といわれる与党の自民公明優位の情勢、さらに野党第一党の民主党の有事法制への賛同もあり、2003年、大多数の議決をもって有事関連3法が成立を見た。もともと、防衛上の観点から要請された有事法制はテロという新たな脅威によって成立をみたのである。
この有事法制の持つ性格は主に3つある。即ち、「国家として基本的な対処要領に係る法制」、「自衛隊が行動することに係る法制」、「米軍が行動することに係る法制」である。これらの法制の柱を第1分類から第3分類に分け、整備されることとなった。この有事法制の第1段階ともいうべき有事関連3法で成立した法律の柱が有事の基本法ともいうべき武力攻撃事態対処法（武力攻撃事態等における我が国の平和と独立並びに国及び国民の安全の確保に関する法律）である。この2003年の法制では、有事の国民保護を定める武力攻撃事態等における国民の保護のための措置に関する法律の提出、即ち国民保護法制は与野党の調整がつかず先送りされた。
有事法制の基本法をなす武力攻撃事態対処法第14条では内閣総理大臣が兼務する武力攻撃事態対策本部長は地方公共団体の総合調整権に基づき、地方、民間（指定公共機関）により協力を求めるものである（但し、法律上の服務義務を持たないとされる）。この調整権に基づく措置が実施されない場合は、指示権を行使し、地方公共団体の首長に対処措置の実施を指示できる。この内閣総理大臣の指示権は服務義務のともなうもので、大規模な武力攻撃災害にも対応を可能とするため、政府の強い関与を確立するものである。また、武力攻撃事態対処法では内閣総理大臣は避難誘導、避難住民の受け入れ等で直接執行権を行使を可能とし、避難が確実に実施されるための措置をも定めている。

### 2003年成立の武力攻撃事態関連3法
平成15年（2003年）6月6日に可決、成立した「武力攻撃事態関連3法」は以下の通り。
1. 安全保障会議設置法の一部を改正する法律 (平成15年法律第78号)
2. 武力攻撃事態等における我が国の平和と独立並びに国及び国民の安全の確保に関する法律 (平成15年法律第79号)
  - 2003年6月13日に公布・施行された。
  - 2015年9月に改正・施行され、題名が「武力攻撃事態等及び存立危機事態における我が国の平和と独立並びに国及び国民の安全の確保に関する法律」と改称された。
  - 武力攻撃事態、存立危機事態など、いわゆる有事となる事態を定義している（第2条）。
  - 有事において国や地方公共団体が必要な措置を取ることを明記している。また、国（内閣総理大臣）が地方公共団体（の長）に対して、必要な措置を取らせることができることも明記している。
  - 国や地方公共団体が取る措置に対し、国民は協力をするよう「努める」としている。
  - 憲法で保障される国民の自由と人権は尊重されるべきとする一方で、それに制限が加えられうることも示されている。
  - 武力攻撃を排除するために必要限度の武力を行使することが示されている。
3. 自衛隊法及び防衛庁の職員の給与等に関する法律の一部を改正する法律 (平成15年法律第80号)

これら、武力攻撃事態関連3法の背景は、法制の基本的な概念及び枠組みを整備することを目的としている。 武力攻撃事態関連3法は政府が有事法制の基礎的な枠組みを整備するため、有事法制における基本理念及び有事の定義、国及び地方公共団体の責務などを定めるものとして整備された。そもそも、有事法制は昭和38年（1963年）の三矢研究以来、長年の懸案であった。しかし、日本国憲法第9条において戦争の放棄をしていながら有事を想定するという法的な論理矛盾、あるいは戦前の国家総動員体制を想起させるとの批判から、その法整備は事実上凍結されたままとなっていた。
アメリカ同時多発テロ事件を契機として、テロに対する不安が国内に高まったことを受け、政府与党を中心に有事法制の整備に向けた取り組みが加速したのである。しかし、一方で政府には法制に対する国民の理解を得られるという確信が充分ではなかったとされる。よって、政府与党は慎重に法制を実施することに念頭がおかれたのである。本来、有事法制においては国民の安全を確保するため、国民保護法制を中心に進めることが重要とされた。ところが、政府の側には国民保護法制よりも武力攻撃事態に対処するための法整備の方が困難をきわめるという懸念があり、国民のテロに対する不安の高い間に、有事法制の基本的な枠組みを整備することを優先した結果、武力攻撃事態関連3法が成立した（個々の法律の内容については各法律の項目を参照のこと）。
この武力攻撃事態関連3法案の中では、民主党から国内における武力攻撃に対する自衛隊や米軍の行動要領についての規定が中心であり、有事法制最大の使命であるはずの国民保護法制が先送りされているという批判が強くなされた。民主党は当初、国民保護法制も同時に進めることを主張していたが、与野党の修正協議の末、この武力攻撃事態関連3法成立の後、2年以内の法整備をすることとして、ひとまずこの関連3法を成立させた。この関連3法の成立後、政府与党及び民主党はすぐさま国民保護法制を含む有事の具体的な対処を定める事態対処法制の整備に向けて武力攻撃事態関連7法の審議を始めることとなった。

### 2004年成立の有事関連7法
平成16年（2004年）6月14日に可決、成立した有事関連7法は以下の通り。
1. 武力攻撃事態等における国民の保護のための措置に関する法律（国民保護法）
2. 武力攻撃事態等におけるアメリカ合衆国の軍隊の行動に伴い我が国が実施する措置に関する法律（米軍行動関連措置法）
3. 武力攻撃事態等における特定公共施設等の利用に関する法律（特定公共施設利用法）
4. 国際人道法の重大な違反行為の処罰に関する法律（国際人道法違反処罰法）
5. 武力攻撃事態における外国軍用品等の海上輸送の規制に関する法律（海上輸送規制法）
6. 武力攻撃事態における捕虜等の取扱いに関する法律（捕虜取扱い法）
7. 自衛隊法の一部を改正する法律（自衛隊法一部改正法）

## 有事法制への反対論
有事法制は戦争時の法律であり、憲法第9条をめぐる個別的自衛権の是非、あるいは国民（外国人を含む住民）の基本的人権の制限をめぐる懸念から反対の意見もある。憲法学研究者の間でも合憲性について議論がある。日本共産党、社会民主党、新左翼、反戦平和団体や労働組合などが強い反対の意を表明することもある。
その趣旨は
- アメリカの強い要請によって出来たもので、日本の国防に与するとは限らない
- 発動は武力攻撃が予測される状況であり実際の攻撃を受けなくても発動可能である。そのため在日米軍が先制攻撃を行っただけでも有事法制の束縛を受ける[3]
- 防衛大臣が攻撃を予想しただけで土地や人、物の強制収用が可能になっており、強制収用した成果の米軍など外国軍への提供の制限も明文化されていない上に政府側も提供を否定しないので米軍の一方的な都合による戦争のために個人の財産権や基本的人権を大きく制約されかねない
- 本当の目的は戦時体制への官民の動員にあり、一度有事が発令されると攻撃や災害の有無に関わらず多くの公共サービスや民間企業が自衛隊・米軍優先とされて日常生活が圧迫される
- そもそも、日本国憲法第9条第2項で否定されている「国の交戦権」を裏付けるための法整備であって違憲法制であり、立法自体が無効である

などである。

## 有事関連・安全保障関連の法律・条約等一覧

### 防衛省・自衛隊関連
法律（防衛2法）
- 防衛省設置法
- 自衛隊法
  - 警察予備隊令〈廃止〉
  - 保安庁法〈廃止〉

### 日米安全保障条約関連
条約・協定等
- 日本国とアメリカ合衆国との間の相互協力及び安全保障条約
  - 旧日米安全保障条約〈廃止〉
- 日米地位協定
  - 日米行政協定〈廃止〉
- 日米防衛協力のための指針
- 日本国とアメリカ合衆国との間の相互防衛援助協定（日米相互防衛援助協定）
- 防衛目的のためにする特許権及び技術上の知識の交流を容易にするための日本国政府とアメリカ合衆国政府との間の協定（日米防衛特許協定）
- 日米ACSA

法律
- 日本国とアメリカ合衆国との間の相互協力及び安全保障条約第六条に基づく施設及び区域並びに日本国における合衆国軍隊の地位に関する協定の実施に伴う刑事特別法
- 日米相互防衛援助協定等に伴う秘密保護法
- 駐留軍用地特措法
- 駐留軍等の再編の円滑な実施に関する特別措置法

### 国連軍関連
条約・協定等
- 日本国における国際連合の軍隊の地位に関する協定（国連軍地位協定）

法律
- 日本国における国際連合の軍隊の地位に関する協定の実施に伴う刑事特別法

### その他の国向けの条約・協定等
地位協定等
- 日本クウェート地位協定
- 日本ジブチ地位協定
- 日韓秘密軍事情報保護協定

物品役務協定
- 日豪ACSA
- 日英ACSA
- 日加ACSA
- 日仏ACSA
- 日印ACSA

円滑化協定
- 日豪円滑化協定
- 日英円滑化協定

### 武力攻撃事態・重要影響事態関連法律
- 武力攻撃事態等及び存立危機事態における我が国の平和と独立並びに国及び国民の安全の確保に関する法律（事態対処法）
- 武力攻撃事態等及び存立危機事態におけるアメリカ合衆国等の軍隊の行動に伴い我が国が実施する措置に関する法律
- 捕虜取扱い法
- 武力攻撃事態及び存立危機事態における外国軍用品等の海上輸送の規制に関する法律
- 国民保護法
- 武力攻撃事態等における特定公共施設等の利用に関する法律
- 重要影響事態に際して我が国の平和及び安全を確保するための措置に関する法律（重要影響事態安全確保法）
- 重要影響事態に際して実施する船舶検査活動に関する法律